# Guéric Kervadec
Guéric Kervadec, född 9 januari 1972 i La Garenne-Colombes, är en fransk tidigare handbollsspelare (mittsexa). Han spelade 217 landskamper och gjorde 517 mål för Frankrikes landslag mellan åren 1993 och 2005.

## Klubbar
- Belley (1987–1988)
- Vénissieux HB (1988–1993)
- USAM Nîmes (1993–1994)
- US Créteil HB (1994–1997)
- SC Magdeburg (1997–2002)
- US Créteil HB (2002–2009)